# György Guczoghy
György Guczoghy (né le 3 mars 1962 à Budapest) était un gymnaste hongrois.

## Palmarès

### Jeux olympiques
- Moscou 1980
  -  médaille de bronze par équipes

### Championnats du monde
- Moscou 1981
  -  médaille de bronze au cheval d'arçons

- Budapest 1983
  -  médaille d'argent au cheval d'arçons

### Championnats d'Europe
- Essen 1979
  -  médaille d'or au cheval d'arçons

- Rome 1981
  -  médaille d'or au cheval d'arçons

- Varna 1983
  -  médaille d'or au cheval d'arçons
  -  médaille de bronze au concours général individuel
  -  médaille de bronze au sol
  -  médaille de bronze aux anneaux
  -  médaille de bronze aux barres parallèles

- Oslo 1985
  -  médaille d'argent au cheval d'arçons

- Moscou 1987
  -  médaille de bronze au concours général individuel
  -  médaille de bronze au sol
  -  médaille de bronze à la barre fixe